# Îles des Saintes
Îles des Saintes (phát âm [il de sɛ̃t]; n.đ. 'Islands of the (Female) Saints'), còn được gọi là Les Saintes (tiếng Antilles Creole: Lésent, /lesɛ̃t/), là một nhóm đảo nhỏ cấu thành nên Guadeloupe, một vùng và tỉnh hải ngoại của Pháp. Nó là một phần của Tổng Trois-Rivières và được chia thành hai xã: Terre-de-Haut và Terre-de-Bas. Nó nằm ở quận Basse-Terre và khu vực bầu cử thứ 4 của Guadeloupe.
Les Saintes là một quần đảo núi lửa được bao quanh hoàn toàn bởi các rạn san hô nông. Nó phát sinh từ vành đai núi lửa gần đây của Tiểu Antilles từ Thế Pliocen. Nó bao gồm các loại đá xuất hiện vào Phân đại Đệ Tam giữa (4,7 đến 2 triệu năm trước). Về nguồn gốc, đây là một hòn đảo độc đáo được tách ra từ các trận động đất kiến tạo và động đất núi lửa để tạo thành một quần đảo do đới hút chìm giữa mảng Nam Mỹ, mảng Bắc Mỹ và mảng Caribe. Tổng diện tích là 12,8 km2 (4,9 dặm vuông). Quần đảo có bờ biển dài khoảng 22 km (14 mi) và địa điểm cao nhất của nó là Chameau ("Lạc đà") trên [[đảo 
Terre-de-Haut]], đạt tới độ cao khoảng 309 mét (1.014 ft).
Bán đảo Pain de sucre, với chiều cao (53 mét (174 ft)) được nối với Terre-de-Haut bằng một eo đất. Nó nằm giữa hai bãi biển nhỏ. Nó được hình thành bởi sự liên kết của bazan cột.